# Dialetto cosentino
Il dialetto cosentino (nome nativo 'u cusintinu) è una variante diatopica italo-romanza, ascrivibile al sottogruppo meridionale estremo, parlata nella città di Cosenza e in parte del territorio dell’omonima provincia. 
Appartenente al diasistema dei dialetti della Calabria, il cosentino presenta tuttavia un'assenza delle forme verbali perfette tipiche del resto della Calabria. È fortemente caratterizzato dalla pronuncia dilatata delle vocali, dall'uso frequente (soprattutto nelle conversazioni) di troncare le parole e in misura minore dalle caratteristiche lettere forti calabresi come la t e la c.
Molte caratteristiche tipiche del dialetto cosentino, specialmente lessicali, sono avvertibili anche nella parte meridionale della provincia di Potenza, in Basilicata, in comuni quali Lauria, Maratea, Trecchina, Viggianello, Rotonda, ecc.; tali caratteristiche lessicali avvicinano, sotto certi aspetti, i dialetti dei suddetti comuni al calabrese centro-meridionale e al siciliano, pur rimanendo comunque varietà diatopiche appartenenti al sottogruppo meridionale intermedio e non a quello meridionale estremo.

## Esempio della lingua scritta
Estratti:

### Il Padre Nostro
Patri nuastru, ca si' ndru cialu,
sia santificatu u numi tua,
venerra u règnu tua,
si facerra a vuluntà tua,
cumu aru cialu cussì sup'a terra.
dùnani oi u pani nuastru i ogni iuarnu,
e pirdùnani i piccati nuastri
cumu nua ii pirdunamu ari nuastri dibbitùri
e 'unni lassa' jì ndra tentazioni,
ma lìbberani d'u mali.
Amen.
(invece, in Presila diventa:
Patre nuorrhu, ca si' ntru cielu,
sia santificatu u nume tuu,
venisse u regnu tuu,
se facisse u volire tuu,
cum'allu cielu accussì supr'a terra.
Runene oje u pane nuorrhu e ogni juornu
e perduna i peccati nuorrhi,
cumu nue e perdunamu alli rebituri nuorrhi
e un ne lassare jire ntra tentazione
ma libberaci e r'u male
Amèn.)

### U Cusintinu (come si pronuncia)
U Cusindinu è nu cristianu stranu
tena ra vucca granni eppuru parra chianu
Dicia ri paroli stritti dintr' i diandi
si fida cchiù di strani ca di pariandi
Si senta nu Rodolfu i numi Valendinu
eppuru è assai paisanu e pocu cittadinu.
Si minda ra cravatta, adopera ru picu
Ancora va truvannu 'u tesoro i Re Alaricu
'U iuarnu va ara scola a sira a Piazza Scura
si iura sup'a mamma e ti duna ra fricatura.
Si senta superiore ppi via i l'andichi avi
Eppuru n' hannu scrittu ca su mundanari.
Però unn'è correttu a nni parrà sgarbatu
Picchi sù gent'i cori e l'hannu dimostratu,
È veru ca s'atteggia a dottu e malandrinu
Però chi bella cosa...ad essa cusindinu!

## Storia
Il dialetto cosentino trae origine dal latino,  nella sua forma volgarizzata parlata durante il Medioevo, con un precedente sostrato italico di tipo osco-umbro (bruzio) e greco antico, e, come qualsiasi altra varietà linguistica, presentando prestiti lessicali di adstrato derivanti, oltre che dal resto della continuità italo-romanza, anche da altre continuità linguistiche neolatine più distanti (come quelle galloromanze) e non romanze (principalmente greco-bizantine).
Come per tutta la continuità italo-romanza meridionale estrema, anche per il dialetto cosentino, quella greca ha rappresentato, in assoluto - al di là ovviamente del latino, dal quale il dialetto cosentino deriva - la principale influenza esterna sull'idioma locale, dato che, a differenza di qualsiasi altra influenza esteriore - che è limitata unicamente a prestiti lessicali, e quindi solamente di adstrato e null'altro - quella della lingua greca, dovuto anche alla sua millenaria presenza in Calabria, non ha solamente intaccato il lessico, ma è bensì penetrata anche nel sostrato vernacolare dei parlanti locali, anteriormente attraverso il greco antico e, posteriormente, tramite il greco bizantino, i quali sono coesistiti per lungo tempo sul territorio in diglossia con il latino.
Alcuni esempi di grecismi nel dialetto cosentino sono:
- ciràsa > kerasos [ciliegia]
- cuddrura > kollyra [pane di forma circolare]
- grasta > gastra [vaso per fiori]
- pitrusìnu > petroselinon [prezzemolo]
- viddricu > [ombelico]
- tijeddra > [tegame]
- frissura > [padella]
- scorpariaddru > [bastoncino in legno]
- manìati > [sbrigati!]
- tuppitiàri > typtō [battere]
- ciramilu > keramilion [tegola]
- zìmmaru > xìmaros [caprone]
- misàle > misalion [tovaglia]
- jhilona > chèlone [tartaruga][3][4][5]

Il passaggio definitivo alla lingua latina, ancora non preponderante fino al Medioevo, avvenne lento ma inesorabile, rimandando la vera e propria latinizzazione al tardo periodo normanno.
Durante l'Alto Medioevo e i frequenti contatti con i saraceni della Sicilia, il dialetto cosentino inglobò alcune parole arabe; ricordiamo, per esempio:
- guàddrara > adara [ernia]
- tavutu > tabut [bara][6]
- zìrru > zir [recipiente per l'olio]

Con il normanno Roberto il Guiscardo, la Calabria entrò in una fase di nuova latinizzazione. Un certo numero di parole normanne vennero assorbite dal cosentino. Alla corte normanna giunsero individui francofoni e soldati dall'Italia meridionale. Questi ultimi importarono il latino volgare, una lingua non molto diversa da quella parlata nell'Italia centrale. Vocaboli cosentini sviluppatisi a partire da questo peridio sono:
- aláre > halare [sbadigliare]
- cugnatu > volgare cognau > latino cognatum [cognato]
- divacári > devacare [svuotare]
- sùacru > volgare suoxer > latino socer [suocero]
- juràre > iurare [giurare]
- fìatu > faetor [puzza].
- trasìre > transere [passare attraverso, entrare]

Posteriormente, alcuni altri lemmi e prestiti subentrati nel vernacolo cosentino, e verosimilmente penetrati in Calabria attraverso la corte della dinastia angioina, sono quelli ascrivibili all'areale gallo-romanzo, relativo al francese medievale. Alcuni esempi di prestiti gallo-romanzi nel dialetto cosentino sono:
- accia > ache [sedano]
- buàtta > boîte [barattolo]
- mustàzzu > moustache [baffi]
- ràggia > rage [rabbia]
- ndùja > andouille [salume tipico calabrese].

A partire dalla seconda metà del XV secolo, attraverso la corte aragonese del Regno di Napoli, subentrarono nel dialetto cosentino - così come in altri dialetti italiani e nello stesso 
italiano standard - anche un certo numero di prestiti ascrivibili all'areale ibero-romanzo; ad esempio: 
- muìna > amohinar [confusione]
- currìa > correa [cinghia]
- abbuscà > buscar [guadagnare]
- sustu > susto [fastidio]
- mìsa > mesa [tavola]

Tuttavia, specialmente per quanto riguarda il castigliano, è errato attribuire all'influenza spagnola ogni singola somiglianza tra il dialetto cosentino e quest'idioma: essendo ambedue lingue romanze o neolatine, la maggior parte degli elementi comuni o somiglianti vanno infatti fatti risalire esclusivamente al latino volgare.

## Grammatica
La grammatica cosentina si differenzia da quella dell'italiano standard. Essa presenta molti costrutti di carattere tipicamente greco e latino.

### Morfologia

#### Articoli e sostantivi
Il dialetto cosentino ha due generi, maschile e femminile.
Gli articoli determinativi in cosentino sono 'u per il maschile singolare, 'a per il femminile singolare, lu o la per il maschile e femminile singolare davanti a nomi che iniziano per vocale, mentre per il plurale vi è l'unica forma 'i. Gli articoli indeterminativi sono 'nu per il maschile e 'na per il femminile. Esiste il partitivo certi.
Se il sostantivo che segue l'articolo comincia con una vocale, questo si apostrofa, a meno che esso non abbia una consonante iniziale precedentemente caduta:
- l'occhiàli [gli occhiali];
- l'uaminu [l'uomo];
- i guài [i guai];
- 'u cane [il cane];
- 'a guagliuna [la ragazza].

#### Pronomi
I pronomi dimostrativi sono: 
- chissu [questo];
- chissa [questa];
- chiru, [quello];
- chira [quella];
- chissi [questi];
- chiri [quelli, quelle].

Più usate nel parlato sono le forme abbreviate: 'ssu, 'ssa, 'ssi.
I pronomi personali sono: 
| persona      | persona   | funzione soggetto | funzione complemento | funzione complemento |
| ------------ | --------- | ----------------- | -------------------- | -------------------- |
|              |           |                   | forma tonica         | forma atona          |
| 1ª singolare |           | iu                | mìa                  | m'                   |
| 2ª singolare |           | tu                | tìa                  | t'                   |
| 3ª singolare | maschile  | iddru             | chiru                | s', ci               |
| 3ª singolare | femminile | iddra             | chira                | s'                   |
| 1ª plurale   |           | nùa               | nùa                  | ni                   |
| 2ª plurale   |           | vùa               | vùa                  | v'                   |
| 3ª plurale   |           | iddri o loro      | chiri                | s', ci               |

Il pronome di seconda persona singolare tu si può trovare nella lingua parlata col presentativo ni, quindi come tuni. Il presentativo ni si può trovare anche con 'cca (qui) quindi 'ccani; con la particella affermativa sì quindi sini ovvero con la particella negativa no come noni.
Per la "forma di cortesia", il cosentino adopera la seconda persona plurale:
- vua (o vussurìa) ni vuliti na pocu? [Lei ne gradisce un po'?].

Quando il pronome riflessivo della prima persona plurale è seguito da pronome oggetto (in italiano reso con ce) esso diviene ni o nni:
- nua 'un ni nni jàmu [noi non ce ne andiamo].
- jàmunìnni [andiamocene]

I pronomi relativi sono:
- chini [chi];
- ca, chi [il quale, la quale, i quali, le quali, di cui, a cui].

Per esempio:
- chini sì? [chi sei?];
- 'a guagliuna ca c'he parratu aiari [la ragazza con cui ho parlato ieri];
- 'chiri cose chi m'ha dittu [quelle cose di cui mi hai parlato].

#### Aggettivi
Gli aggettivi possessivi sono:
| persona      | maschile singolare | femminile singolare | plurale indistinto |
| ------------ | ------------------ | ------------------- | ------------------ |
| 1a singolare | miu                | mia                 | mia                |
| 2a singolare | tua                | tua                 | tua                |
| 3a singolare | sua                | sua                 | sua                |
| 1a plurale   | nuastru            | nostra              | nuastri            |
| 2a plurale   | vuastru            | vostra              | vostri             |
| 3a plurale   | loru               | loru                | loru               |

In dialetto cosentino l'aggettivo possessivo va sempre posto dopo il nome al quale si riferisce (es. 'a màchina mia, la mia automobile).

#### Preposizioni
Le preposizioni semplici sono:
- di, da [di];
- a [a];
- i [da];
- 'ntru, 'ntra, 'ntre, ntri [in e sue preposizioni articolate];
- ccu [con];
- supa [su];
- ppi' [per];
- 'ntrà [tra, fra].

Possono fare anche da preposizioni:
- sutta [sotto];
- mìanzu [in, fra, in mezzo].

Le preposizioni articolate sono:
|            | 'u     | 'a     | li         |
| ---------- | ------ | ------ | ---------- |
| d'i, d'a   | d'u    | d'a    | di li o dî |
| a          | aru    | ara    | ari        |
| i          | i'lu   | i'la   | di li      |
| 'nta, 'nda | 'ntru  | 'ntra  | 'ntri      |
| ccu        | ccu ru | ccu ra | ccu ri     |
| supra      | sup'u  | sup'a  | sup'i      |
| ppi        | ppi rû | ppi ra | ppi ri     |

Ca (lat. quia) può avere valore di:
- preposizione relativa: vuagliu accattà 'u primu ca truavu [voglio comprare il primo che trovo];
- congiunzione:
  1. nella proposizione dichiarativa: sacciu ca è 'nu bbràvu guagliune [so che è un bravo ragazzo];
- introdurre il secondo termine di paragone: era 'cchiù a murra ca 'u rìestu [era più la folla che il resto].

### Coniugazione verbale
Il sistema verbale cosentino è molto differente da quello standard calabrese. Esso non si basa su costrutti di origine latina. Gli infiniti non sono sotto forma esplicita ma sono contratti: es senta > sentire. Inoltre è totalmente assente l'uso del perfetto latino, sostituito con un passato prossimo.
I verbi principali e le loro coniugazioni all'indicativo presente sono:
- Essa (essere): signu, sì, è, símu, síti, sù;
- Avì (avere non come possedere): haju o he o hej, ha', há, hamu o avimu, hati o aviti, hannu;
- Stà (stare): stáju, sta', stá, stámu, státi, stánnu;
- Jiì (andare): váju, va', vá, jámu, jati, vánnu;
- Tena (tenere in senso di possesso): tìagnu, tìani, tèna, tinímu (o tenímu), tiníti (o teníti), tènanu;
- Fà (fare): fazzu, fa, fá, facímu, facíti, fannu.

#### Modo infinito
Nel dialetto cosentino vi è l'apocope degli infiniti; nella prima coniugazione l'accento è sull'ultima sillaba.
- Amà [amare]
- Lèja [leggere]
- Piscà [pescare]
- Fùja [scappare, correre]

#### Modo indicativo
Le desinenze per formare l'indicativo presente sono le seguenti:
- prima coniugazione: -u, -i, -a, -ámu, -áti, -anu;
- seconda coniugazione: -u, -i, -a, -ímu, -íti, -anu.

Nei verbi monosillabici compare la desinenza -ju (o iu) per le prime persone:
- vaju [vado];
- 'viu [vedo];
- stàju [sto].

Nell'imperfetto troviamo le seguenti desinenze:
- prima coniugazione: -áva, -ávi, -áva, -àvamu, -àvati, -àvanu;
- seconda coniugazione: -ía, -íi, -ía, -íamu, -íati, -íanu.

il tempo passato si forma con gli ausiliari avere (avì) o essere (essa):
- T'he dittu [Ti ho detto]
- Signu jutu [Sono andato]
- (iddru) Hà fattu [Ha fatto]
- S'è ricuatu [È tornato]
- Hamu (o avimu) mangiatu [Abbiamo mangiato]

In dialetto cosentino non esiste una forma univerbale di futuro, che perciò viene spesso sostituito dal presente indicativo.

#### Modo congiuntivo
Il congiuntivo presente viene usato sia per esprimere il congiuntivo italiano sia come sostituto del condizionale.
Si forma con le desinenze del congiuntivo imperfetto italiano:
- prima coniugazione: -àssa, -àssi, -àssa, -àssimu, -àssiti, -àssaru;
- seconda coniugazione: -ìssa, -ìssi, -ìssa, -ìssamu, -ìssati, -ìssaru

oppure
- prima coniugazione: -erra, -erri, -erra, -errimu, -errati, -errati;
- seconda coniugazione: -erra, -erri, -erra, -erramu, -errati, -erranu

Si loro sapissaru oppure Si loro saperranu [se loro sapessero]

#### Modo condizionale
Non esiste ed è sostituito dall'imperfetto indicativo o dal congiuntivo:
- vulèrra/vulissa jì aru cìnema [vorrei andare al cinema];
- avissa bulutu vena puru iu [sarei voluto venire anche io].

#### Modo imperativo
L'imperativo è formato semplicemente con l'aggiunta della desinenza -a per la seconda persona singolare, -àmu o -ímu per la prima persona plurale, e -àti o -íti per la seconda persona plurale:
- guàrda! [guarda!],
- jàmu! [andiamo!],
- viníti! [venite!].

#### Modo gerundio
Il gerundio si ottiene aggiungendo la desinenza -ànnu per i verbi del primo gruppo, e -iannu per i verbi del secondo:
- ballannu [ballando],
- vidìannu [vedendo].

#### Modo participio
Il participio passato è formato con l'aggiunta del suffisso -átu per i verbi appartenenti al primo gruppo, e del suffisso -útu per i verbi appartenenti al secondo.
- mangiàtu [mangiato],
- vivùtu [bevuto].

#### Essere (êssa)
| persona        | Indicativo presente | Imperfetto | Passato     | Congiuntivo presente |
| -------------- | ------------------- | ---------- | ----------- | -------------------- |
| Iu             | signu               | êra        | signu statu | fossa                |
| Tu(ni)         | sì                  | êri        | sì statu    | fossi                |
| Iddru, Iddra   | è                   | êra        | è statu     | fossa                |
| Nua            | símu                | êramu      | simu stati  | fossimu              |
| Vua            | síti                | êrati      | siti stati  | fossati              |
| Iddri (o loru) | sù                  | êranu      | sù stati    | fòssaru              |

#### Avere (avì)
| persona        | Indicativo presente | Imperfetto | Passato                      | Congiuntivo presente |
| -------------- | ------------------- | ---------- | ---------------------------- | -------------------- |
| Iu             | tìegnu              | avìa       | haju avutu (oppure he avutu) | avissa               |
| Tu(ni)         | tìeni               | avii       | ha' avutu                    | avissi               |
| Iddru, Iddra   | tena                | avìa       | hà avutu                     | avissa               |
| Nua            | avìmu               | avìamu     | avìmu (o amu) avutu          | avìssimu             |
| Vua            | avíti               | avìati     | avit'avutu                   | avìssiti             |
| Iddri (o loru) | tènanu              | avìanu     | hannu avutu                  | avìssaru             |

## Osservazioni
- Nei dittonghi l'accento va messo sempre alla prima vocale
- La lettera v ad inizio parola e seguita da vocale diventa b
- la maggior parte delle parole italiane con il dittongo uo in cosentino presentano il dittongo ua [esempio: fuoco > fùacu]
- la maggior parte delle parole italiane con il dittongo ie e con la e fra due consonanti in cosentino presentano il dittongo ia [esempio: Piero > Pìaru; vento > vìandu].
- il suono duro della forma -nt viene pronunciato come -nd [esempio: praticamente > praticamende]
- In alcuni casi è presente anche una metatesi quantitativa (specie nelle parole che cambiano dal maschile al femminile). Esempio: maschile > ciùatu , femminile > ciòta; maschile >mùartu , femminile >mòrta.